# Hilo rojo del destino
El hilo rojo del destino (chino simplificado: 红线; chino tradicional: 紅線; japonés: 赤い糸), también conocido como "cordón rojo del destino" o "hilo rojo del amor", es una creencia de Asia oriental, presente en la mitología china y en la japonesa.
Además, este mito se refleja también en Occidente con las llamadas "Almas gemelas".
Según este mito, los dioses atan un cordón rojo alrededor del tobillo o en el  dedo meñique, en el caso de la cultura japonesa, de los que han de conocerse o ayudarse en un momento concreto y de una manera determinada.
Para la leyenda china, Yuè Xia Lǎo (月下老), a menudo abreviado como Yuèlǎo (月老), el antiguo dios lunar, a cargo de los matrimonios, es el artífice de ese hecho.
Este hilo está unido a la persona que más vas a poder llegar a querer y siempre todos vamos a tener uno.
Así, las dos personas unidas por el hilo rojo están destinadas a ser queridos entre sí, independientemente del momento, el lugar o la circunstancia. Por tanto, este cordón mágico se puede estirar o enredar, pero nunca puede romperse.

## Significado
El texto literal dice: «Un hilo rojo invisible conecta a aquellos que están destinados a encontrarse, sin importar tiempo, lugar o circunstancias. El hilo se puede estirar o contraer, pero nunca romper».
Entre la comunidad de padres y madres adoptantes en Japón, esta leyenda supone una metáfora recursiva, ya que supone que la vinculación entre el hijo adoptado y los padres ya está realizada de antemano por este «hilo rojo» y favorece la fortaleza en la larga espera que hay que realizar, en la mayoría de los casos.
En estas comunidades, es normal la utilización contextual de frases como «estamos tirando fuerte del hilo rojo», o «tendiendo puentes con hilos rojos» lo que convierte a la leyenda en una parte más de la jerga de utilización habitual.
Una de las leyendas sobre este hilo rojo cuenta que un anciano que vive en la luna, sale cada noche y busca entre las almas aquellas que están predestinadas a unirse en la tierra, y cuando las encuentra las ata con un hilo rojo para que no se pierdan.
Pero la leyenda más popular y la que se recita en casi todos los hogares japoneses a los niños y jóvenes es ésta:

Hace mucho tiempo, un emperador se enteró de que en una de las provincias de su reino vivía una bruja muy poderosa, quien tenía la capacidad de poder ver el hilo rojo del destino y la mandó traer ante su presencia. Cuando la bruja llegó, el emperador le ordenó que buscara el otro extremo del hilo que llevaba atado al dedo corazón y lo llevara ante la que sería su esposa. La bruja accedió a esta petición y comenzó a seguir y seguir el hilo. Esta búsqueda los llevó hasta un mercado, en donde una pobre campesina con una bebé en los brazos ofrecía sus productos. Al llegar hasta donde estaba esta campesina, se detuvo frente a ella y la invitó a ponerse de pie. Hizo que el joven emperador se acercara y le dijo: «Aquí termina tu hilo», pero al escuchar esto el emperador enfureció, creyendo que era una burla de la bruja, empujó a la campesina que aún llevaba a su pequeña bebé en brazos y la hizo caer, haciendo que la bebé se hiciera una gran herida en la frente, luego ordenó a sus guardias que detuvieran a la bruja y le cortaran la cabeza. Muchos años después, llegó el momento en que este emperador debía casarse y su corte le recomendó que lo mejor fuera que desposara a la hija de un general muy poderoso. El emperador aceptó esta decisión y comenzaron todos los preparativos para esperar a quien sería después la elegida como esposa del gran emperador. Llegó el día de la boda, pero sobre todo había llegado el momento de ver por primera vez la cara de su esposa. Ella entro al templo con un hermoso vestido y un velo que la cubría totalmente el rostro … Al levantarle el velo, vio por primera vez que este hermoso rostro tenía una cicatriz muy peculiar en la frente. Era la cicatriz que él mismo había provocado al rechazar su destino años antes. Un destino que la bruja había puesto frente al suyo y que había decidido no creer.

## Cultura Popular
Existen numerosas referencias y representaciones de este elemento mitológico en la cultura contemporánea. La película de animación japonesa Kimi no Na wa, también conocida como Your Name (Tu Nombre, en español), puede ser considerada como la representación audiovisual de mayor popularidad, al haber sido extensamente galardonada y haber recibido reseñas sumamente positivas por parte de la crítica y de la audiencia general.
- Datos: Q2657518